# El próximo viernes
El próximo viernes (spanyol, jelentése ’A következő pénteken’) egy exkluzív (bevezető) kislemez Thalía első, Primera fila című akusztikus albumáról, amely 2009. november 23-án jelent meg az iTunes online zeneáruházban. A reggae stílusú dal Espinoza Paz-feldolgozás, aki egyben a szerzője is. A szám MP3 formátumban vásárolható meg az interneten.

## Külső hivatkozások
- El próximo viernes az iTunes-on